# STA 1924
PM STA Modèle 1924 (фр. Pistolet Mitrailleur STA Modèle 1924), также известный как MAS 24 — французский пистолет-пулемёт производства компании Manufacture d'armes de Saint-Étienne. Разработан в 1919 году в рамках программы создания лёгкого стрелкового оружия Технической службой армии (фр. Service Technique de l'Armement / STA).

## История
Встретив на фронте эффективный немецкий пистолет-пулемёт MP-18 под 9-мм патрон, в 1918 году французские производители оружия и военное руководство признали серьёзный недостаток в наличии ручного автоматического оружия у бойцов. В начале 1920-х годов Техническая служба армии получила заказ на разработку 9-мм пистолета-пулемёта, и в 1921 году была представлена новая программа перевооружения и создания лёгкого стрелкового оружия, в рамках которой все работы и выполнялись. Прототип под названием STA 1922 был подготовлен в 1922 году и представлен Опытной комиссии в Версале: основой для прототипа послужил MP-18. Далее были собраны ещё три экземпляра: в ходе совершенствования был добавлен прицел, позволявший вести стрельбу на расстоянии со 100 до 200 м, и целик (расстояние до 600 м), объём магазина был сокращён с 40 до 32 патронов, а ствольную коробку выполнили из алюминия. В 1922 году были представлены всего восемь прототипов, из них четыре с возможностью установки двуногих сошек.
Пистолет-пулемёт STA 1924 производился компанией «Manufacture d'armes de Châtellerault» и внешне был копией итальянского пистолета-пулемёта OVP производства «Revelli» с тремя отверстиями для контроля расхода патронов. Изначальная идея использовать дюралюминий для снижения массы оружия была отклонена, и оружие стали производить из стальных листов путём штамповки. На демонстрации были предложены несколько изменений: пылезащитная крышка у приёмника магазина, переводчик огня для одиночной и непрерывной стрельбы, а также цевьё и возможность установки штыка.
В 1924 году был произведён заказ на 300 единиц данного оружия, а в сентябре того же года оружие было передано для испытаний различным подразделениям. 150 образцов были переданы для испытания солдатам 146-го пехотного полка, 40 — кавалеристам, 80 — артиллеристам, 10 — экипажам бронетехники, 10 — для экспериментов и ещё 10 в резерв. Подразделения должны были оценить эффективность оружия, лёгкость в обращении и наличие аксессуаров. Разные части требовали заменить рукоять затвора, добавив закруглённую ручку, либо же изменить ствольную коробку, сошку, выбрасыватель гильз и заднюю крышку на прикладе.
По итогам всех рекомендаций был утверждён образец под названием STA 1924 M1 (STA Modèle 1924 modifié 1), принятый на вооружение 11 августа 1925 года. Военное министерство хотело сделать общий заказ на 8250 единиц, однако в связи со стремлением конструкторов улучшить оружие к марту 1926 года было сделано всего 10 единиц. 9 июля 1926 года программа прекратила своё действие, и были выпущены новые спецификации, среди которых предусматривалось использование патронов типа 7,65 × 20 мм Longue и .30 Pedersen. Тем самым работы по улучшению STA 1924 завершились.
Несмотря на то, что массовое производство оружия так и не удалось наладить, этот пистолет-пулемёт считается достаточно интересным образцом и одним из первых, произведённых после большого ряда экспериментальных моделей. Всего в предварительной серии было выпущено 300 таких пистолетов-пулемётов, а общее количество составляло около 1 тысячи экземпляров. Некоторые из них использовались в Рифской войне на территории Марокко, но проиграли конкуренцию MAS 38: пистолет-пулемёт STA 1924 расценивался как оружие поддержки пехоты, а не как индивидуальное оружие пехотинца. К тому же в качестве оружия поддержки стал чаще использоваться пулемёт MAC M1924/29, а принятие на вооружение патрона 7,65 × 20 мм Longue и необходимость создания различных образцов оружия под него вызывали нехватку средств на дальнейшее развитие оружия под калибр 9 мм. В руки немцев STA 1924 так и не попал, зато некоторые экземпляры были в руках Движения Сопротивления.

## Технические особенности
Пистолет-пулемёт STA 1924 состоит из двух частей: деревянной винтовочной ложи с полупистолетной шейкой и «переламывающейся» ствольной коробки, закреплённой на двух винтах. Внешне представляет собой лёгкий карабин с отсутствующим у ствола кожухом. Разборка осуществлялась следующим образом: на верхней части шейки ложи поворачивался рычаг, и вперёд откидывалась ствольная коробка на манер охотничьего двуствольного оружия, после чего снимался установленный на сухарном соединении затыльник коробки. От затвора отделялась рукоятка взведения, а затем вынимались все подвижные части.
Ствольная коробка имела цилиндрическую форму: возле затыльника находился ступенчатый прицел с кольцевым целиком, размеченный на дистанцию от 100 до 600 метров с шагом в 100 м. Рукоятка взведения находилась справа ствольной коробки и двигалась в прорези при стрельбе, а роль предохранителя выполнял Г-образный вырез в задней части прорези взведения (в пазу для рукояти затвора). Рукоять фиксировалась в заднем положении, чтобы поставить оружие на предохранитель. Прорезь закрывалась специальной крышкой при переднем положении затвора для защиты от грязи и пыли. Крышка сдвигалась по часовой стрелке относительно оси ствола. Под дульной частью ствола могла ставиться лёгкая складная сошка для стрельбы с упора: длина сошки достигала от 190 до 322 мм. Сошка была включена в конструкцию по аналогии с пулемётом Шоша, однако сошкой оснащались только самые первые модели.
Питание осуществлялось магазинами на 8, 16 и 32 патрона: секторные магазины калибра 9x19 mm Parabellum вставлялись в приёмник вертикально снизу. Три отверстия на задней поверхности показывали, сколько патронов осталось в магазине.